# HMNB Portsmouth
His Majesty's Naval Base (HMNB) Portsmouth (HMS Nelson), je jedna ze tří námořních základen Royal Navy (dalšími jsou HMNB Clyde a HMNB Devonport). Nachází se na východním pobřeží Portsmouthu severně od Solentské úžiny a ostrova Wight. Základna má nejstarší suché doky na světě a je domácí základnou 66 % techniky Royal Navy. Na základně se dějí aktivity jako stavba a oprava lodí, námořní logistika, ubytování a stravování námořníků a služby (lékaři, vzdělání, sociální péče) poskytované ministrem obrany. Je to nejstarší základna Royal Navy, stala se součástí její historie a obrany Britských ostrovů. Nachází se zde Portsmouthská historická loděnice, která nabízí návštěvníkům atrakce jako Mary Rose, HMS Victory a HMS Warrior.
Velitel základny je Komodor Rob Thompson.

## Činnost základny
Je to domov většiny lodí Royal Navy, rybářských lodí a minolovek. Většina těchto lodí je součástí Portsmouthské flotily.
Celkem je tu zaměstnáno 17 300 lidí.